# Сравнение топологий
Сравнение топологий — это понятие, позволяющее «сравнивать» различные топологические структуры на одном и том же множестве. Множество всех топологий на фиксированном множестве образует частично упорядоченное множество относительно этого отношения.

## Определение
Пусть {\displaystyle {\mathcal {T}}_{1}} и {\displaystyle {\mathcal {T}}_{2}} — две топологии на множестве {\displaystyle X,} такие что {\displaystyle {\mathcal {T}}_{1}} содержится в {\displaystyle {\mathcal {T}}_{2}:}
{\displaystyle {\mathcal {T}}_{1}\subseteq {\mathcal {T}}_{2}.}
Это значит, что каждое открытое множество первого топологического пространства является открытым множеством второго. В этом случае топология {\displaystyle {\mathcal {T}}_{1}} называется более грубой (иногда — более слабой или меньшей), чем {\displaystyle {\mathcal {T}}_{2}.} Соответственно, топология {\displaystyle {\mathcal {T}}_{2}} называется более тонкой (более сильной, большей). Некоторые авторы, особенно в учебниках по математическому анализу, употребляют термины «сильная топология» и «слабая топология» с противоположным значением.
Бинарное отношение {\displaystyle \subseteq } задаёт структуру частичного порядка на множестве всех возможных топологий множества {\displaystyle X.}

## Примеры
Наиболее тонкая топология на {\displaystyle X} — дискретная топология, в которой все множества открыты. Соответственно, наиболее грубая топология — тривиальная (или антидискретная) топология.
Наиболее грубая топология на {\displaystyle X,} относительно которой {\displaystyle X} удовлетворяет аксиоме отделимости T1, называется T1-топологией. Такая топология всегда существует, её можно описать явно как топологию, замкнутые множества которой — это конечные множества, а также всё {\displaystyle X.}

## Свойства
Пусть {\displaystyle {\mathcal {T}}_{1}} и {\displaystyle {\mathcal {T}}_{2}} — две топологии на множестве {\displaystyle X.} Тогда следующие утверждения эквивалентны:
- {\displaystyle {\mathcal {T}}_{1}\subseteq {\mathcal {T}}_{2}}
- Тождественное отображение {\displaystyle {\text{id}}_{X}:(X,{\mathcal {T}}_{2})\to (X,{\mathcal {T}}_{1})} непрерывно.
- Тождественное отображение {\displaystyle {\text{id}}_{X}:(X,{\mathcal {T}}_{1})\to (X,{\mathcal {T}}_{2})} является открытым отображением (или, эквивалентно, замкнутым отображением).

Также из определений немедленно следуют данные утверждения:
- Непрерывное отображение {\displaystyle f:X\to Y} останется непрывным, если топологию на {\displaystyle Y} заменить на более грубую (соответственно, топологию на {\displaystyle X} — на более тонкую).
- Открытое отображение {\displaystyle f:X\to Y} останется открытым, если топологию на {\displaystyle Y} заменить на более тонкую (соответственно, топологию на {\displaystyle X} — на более грубую). Аналогичное утверждение верно для замкнутых отображений.

## Решётка топологий
Множество топологий на {\displaystyle X} образует полную решётку относительно отношения {\displaystyle \subseteq .} Это значит, что произвольное семейство топологий имеет точную верхнюю и точную нижнюю грань. Точная нижняя грань — это просто пересечение топологий. С другой стороны, объединение топологий не обязательно является топологией, и точная верхняя грань семейства топологий — это топология, для которой их объединение является предбазой.
Любая полная решётка является также ограниченной, в случае топологий этому соответствуют понятия дискретной и антидискретной топологии.